# Église Saint-Nicolas de Vilnius

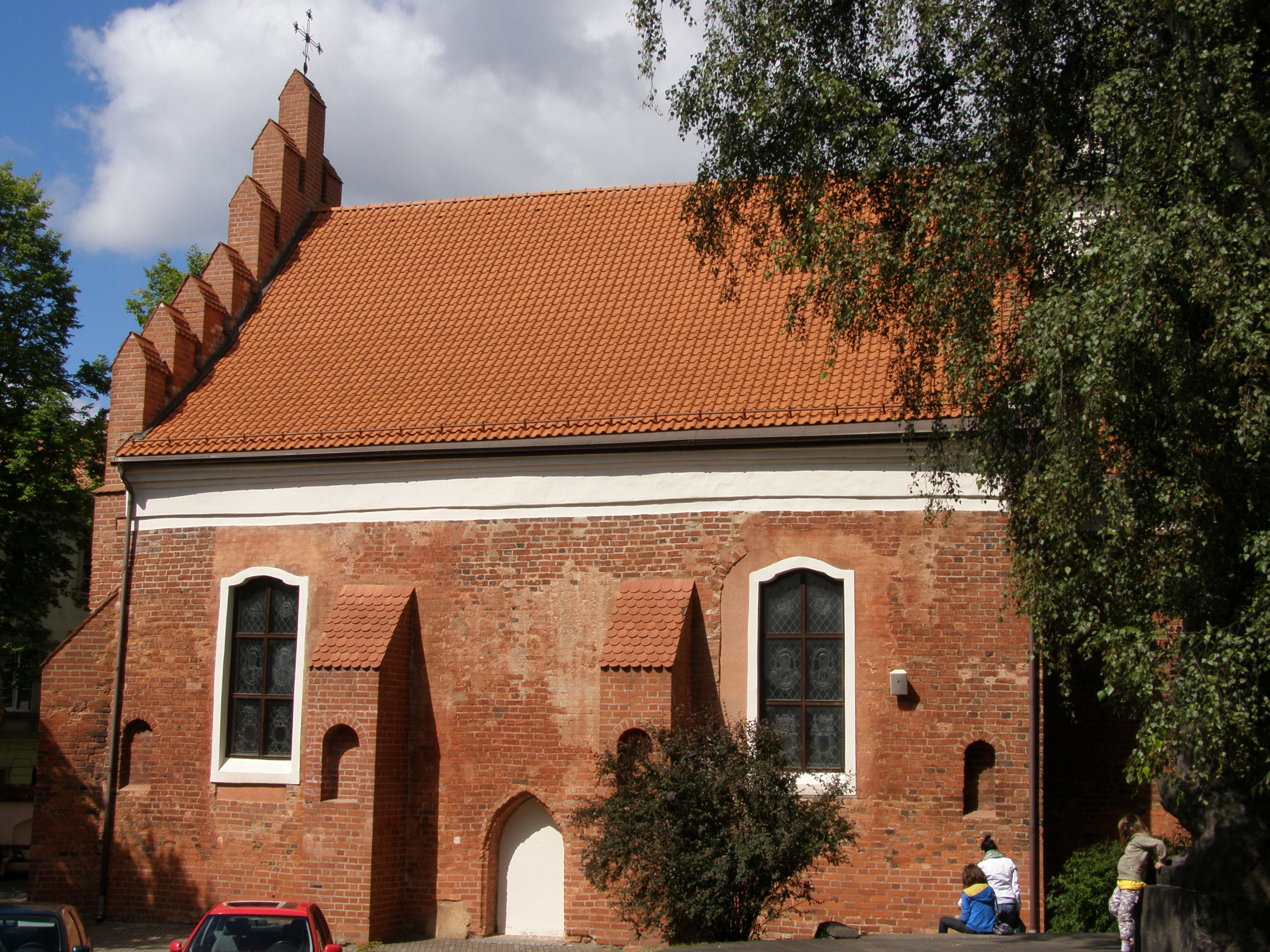
Le fronton de l'église Saint-Nicolas

L'église Saint-Nicolas (en lituanien : Švento Mikolajaus bažnyčia, en polonais : kościół Śwętego Mikołaja, en russe : костëл Святого Николая) est une église catholique gothique de l'archidiocèse de Vilnius qui se trouve dans le centre historique de Vilnius, capitale de la Lituanie, au 4 rue Saint-Nicolas (Šv. Mikolajaus g. 4). C'est l'église la plus ancienne que la ville ait conservée, et la seule église où les sermons étaient en lituanien, à l'époque de l'entre-deux-guerres, lorsque Vilnius était Wilno, ville polonaise. Elle n'a pas fermé après la Seconde Guerre mondiale, lorsque la Lituanie était sous le régime communiste de la république socialiste soviétique de Lituanie. C'est donc un foyer important de la culture nationale.

## Histoire
L'église Saint-Nicolas a été construite entre 1382 et 1387, avant que le grand-duché de Lituanie ne se convertisse officiellement au catholicisme, sous le règne de Gediminas. Elle est en pierre et en briques rouges et sert à l'époque d'église paroissiale pour un quartier d'artisans et de commerçants. Elle est restaurée plusieurs fois après des incendies, surtout après celui de 1749, qui a provoqué l'aménagement du chœur en style baroque vers 1750.
Les troupes napoléoniennes endommagent l'intérieur de l'église pendant la campagne de Russie de 1812. Quelques années plus tard, on reconstruit le clocher en style néo-classique. L'église Saint-Nicolas est restaurée plusieurs fois au cours du XIXe siècle.
Elle est donnée à la minorité lituanienne en 1901. C'est la seule paroisse où les sermons et le catéchisme se font en langue lituanienne pendant l'entre-deux-guerres, les autres paroisses étant polonaises ou biélorusses.

## Architecture
Cette église de pierres et de briques a un plan presque quadrangulaire à trois nefs (13m x 15,75m). Elle a une courte abside et des contreforts légèrement en diagonale. Elle est de style gothique avec quelques éléments empruntés au style roman. La façade de briques est surmontée d'un fronton typique d'Europe du Nord agrémenté de niches de hauteur différente. 
Une statue de saint Christophe, protecteur de Vilnius, a été dressée dans la cour de l'église en 1957, pour rendre grâce d'avoir été protégée des bombardements de la dernière guerre, et en souvenir de son curé de l'époque, l'abbé Kristupas Čipuras, théologien réputé qui fut tué sous un bombardement, le 24 mars 1942, et dont c'était aussi le saint patron. Son sculpteur, Antanas Kmieliauskas, a été expulsé de l'Union des artistes de Lituanie pour ce fait.
On remarque à l'intérieur de l'église trois autels. Le maître-autel est décoré des statues de saint Christophe, sainte Thérèse, sainte Claire et saint Joseph tenant l'Enfant-Jésus. L'autel de gauche est consacré à saint Nicolas avec des statues de saint Casimir et saint Georges entre de petites colonnes. L'autel de droite est consacré à Notre Dame.